# (39558) Kishine
(39558) Kishine ist ein Asteroid des Hauptgürtels, der am 24. Mai 1992 durch den japanischen Astronomen Tsutomu Seki am Geisei-Observatorium (IAU-Code 372) in der Präfektur Kōchi entdeckt wurde.
Der Asteroid wurde am 21. März 2008 nach dem japanischen Physiker und Amateurastronomen Junichiro Kishine benannt.